# 帕康巴
帕康巴（Pakhangba），是曼尼普尔邦梅泰族传说中的龙。在曼尼普尔土邦时期，它的形象常被用于纹章中。它起源于在印度教传入该地区之前就已存在的民间信仰神明Paphal。该生物栖息在灵圣池、树林、山河和岩洞中。梅泰部落的一个祖先声称他就是帕康巴。
曼尼普尔史上有位重要的国王就以这个神话传说中的龙为名，“帕康巴”也被用作其它皇室成员之名。

## 纹章
帕康巴的形象被广泛用在皇家的旗帜和纹章上。曼尼普尔王国有一套两面旗，分别是红旗和白旗。在旗帜的中央都有一只帕康巴，虽然在以后的旗帜上不再明显。

## 描述
帕康巴通常是长有蛇身鹿角的龙。在因帕尔的康拉宫一些雕塑中的帕康巴有另一种形象：短身、类似的头和粗壮的四肢。看上去像狮子一样，被称作康拉-萨（Kangla-Sa）。
|  |  |  |